# デカ007
『デカ007』（デカセブン）は、日本テレビ系列で2010年4月26日の21:00 - 22:48に放送されていた日本のスペシャルドラマ。主演は徳井義実。視聴率10.0%。

## 概要
『しゃべくり007』のスピンオフ企画であり、しゃべくりメンバーが刑事に扮し、銃器密売組織に迫るというストーリー。
日本テレビと読売テレビでは、20:54 - 21:00に放送したミニ番宣番組『まもなく!デカ007』からのフライングスタート扱いで放送した。
尚、通常の『しゃべくり007』ではモノラル放送が実施されているが本番組のみステレオ放送が実施された。

## あらすじ
警視庁の新米刑事・初島修平は初任務の現場で自身の失態により密輸組織を取り逃してしまう。その責任を取らされた初島は特務課に左遷されることに。特務課には一癖も二癖もある刑事ばかりが揃い、仕事も交通課からの応援要請で幼稚園の交通安全教室に出向くぐらい。本人達にも覇気はなく、自分のミスを取り返そうとしていた初島はそんな特務課の面々に嘆く。そんな中、特務課の面々が通う居酒屋の主人、結城和馬がある男と出会ったことから事態が動いていく。

## キャスト
主演7人は実際のキャラや『しゃべくり007』でのキャラが反映されている。

### 警視庁警務部 特別総務課（特務課）
川村を除く全員が刑事（警察庁長官官房出身）であり、セミキャリア組が多い警視庁であるために階級は高い。
初島修平 - 徳井義実（チュートリアル）
小さい頃から刑事ドラマに憧れ、念願の刑事となった初めての任務でミスを犯し、警視庁刑事部組織犯罪対策課から特務課に異動となる。特務課の面々からは「ルーキー」、結城からは「ルーキー君」と呼ばれる。まっすぐで熱い性格。携帯電話の着信メロディは「太陽にほえろ!メインテーマ'79」。大型特殊免許所持。劇中の辞令より階級は警部補（つまりキャリア組）である。
本郷征四郎 - 名倉潤（ネプチューン）
特別総務課事務係長。階級は警視だが係長の風格と威厳はゼロに等しい（時折上司らしい一面を見せるとすぐに「係長っぽいやろ?」と聞く）。事件には全く興味が無く捜査会議にも寝ているという始末（ただし、立花によれば昼行灯を演じている）。普段はかなり気さくな人間で、些細な問題はサラッと流してくれる（しゃべくりでの「師匠」キャラがネタ）。元々は捜査第一課のエリートであり、刑事としての能力は全般的にかなり高い。
真壁尚行 - 堀内健（ネプチューン）
特別総務課のメンバー。階級は初島、浦沢、鈴木と同じ警部補。性格は子供っぽく常にエアガンで遊んでおり、いつかは実弾で撃ちたいと願っている。しかしながらその射撃の腕は超一流。それ以外にも格闘技能力も併せ持つ。
高田克己 - 上田晋也（くりぃむしちゅー）
特別総務課事務係主任。階級は警部。真面目でルールに厳格。博識でもありうんちくを披露することもあるが、捜査に役に立たない知識が殆どのため煙たがられていることが多い（実際の上田のうんちく王を反映）。鈴木とともに清掃員に成りすまし、写真を得てさらに自身のうんちくで写真の真実を見抜き、本郷に情報を伝えるという重要な役目をしたかなりの切れ者。誰にでも敬語を使う。
浦沢護 - 有田哲平（くりぃむしちゅー）
特別総務課のメンバー。階級は警部補。体育会系で大ざっぱな性格。しかし、自慢の髪を触られると性格が変わり凶暴になってしまう（自身の薄毛を極度に気にしているため） 。取り調べ中に髪の毛を掴んだ容疑者を病院送りにした責任から特務課に飛ばされたらしい。怪力で攻撃能力が高いものの、格闘技より喧嘩殺法に近い。
鈴木照生 - 福田充徳（チュートリアル）
特別総務課のメンバー。階級は警部補。極度の対人恐怖症だが、オンラインゲームの世界では「神様」と呼ばれる世界的なゲーマー（事実劇中でも彼を崇拝するゲーマーは多い）。常にパソコンに向かっていて、言葉は滅多に話さず、つぶやきサイトの投稿欄に入力するか、うなずく程度。しかし、コンピュータの知識は超一流で、監視カメラへのハッキングやコンピュータを使った解析能力は高い。高田とともに清掃員に成りすまして得た写真を解析し、インターネットを駆使して場所の特定に貢献した。
川村小百合 - 栗山千明
特務課の庶務で課の紅一点。終盤では高田と鈴木の補佐を行なった。凶暴になった浦沢を元に戻せるだけでなく、特務課を纏める係長の補佐的な役割も行う。

### 料理酒処 ゆうき
結城和馬 - 原田泰造（ネプチューン）
特別総務課員が通う居酒屋「料理酒処 ゆうき」の店主（本人曰くオーナーシェフ）。実は2年前まで刑事として働いていたが、本郷と指名手配犯を追跡中、通行人を巻き込んでしまい、それが元で依願退職している。本郷と同期で当時の階級は警部補。 正義感は初島と肩を並べるほど強く「曲がったことが大嫌い」（原田の自己紹介時の持ちギャグを反映）。刑事時代に培ったとされる追跡捜査能力は健在。柔道にも秀でており、工藤と勘違いして背後から肩を掴んだ初島を本人確認前に本能的に投げ飛ばしている。愛車は日産のラシーン。

### 警視庁刑事部 組織犯罪対策課（組織犯対課）
柘植英樹 - 松方弘樹
警視庁刑事部組織犯罪対策課課長。警視正密輸グループ銃器密売対策本部の責任者。多くの部下に慕われている理想の刑事。
立花宗彦 - 東幹久
警視庁刑事部組織犯罪対策課の管理官。警視柘植の部下。エリート意識が強い典型的なキャリア組でプライドの高い堅物。特務課の本郷とは同期で旧知の仲らしく、実は本郷の刑事能力を誰よりも高く評価している。
三井 - 杉崎真宏
警視庁刑事部組織犯罪対策課の刑事。立花の部下。
刑事 - 田島茂樹、守屋弾、和田善、GIN

### 児童養護施設 のざわ園
工藤真希 - 佐々木麻緒（7年前：中村優月）
工藤の娘。半年前に母親が死んだ後、のざわ園に入っている。
ミホ - 石井香帆
のざわ園の入園者。工藤から託された手紙を真希に手渡す。
智江 - 小野晴子
橋本 - 若林幸樹
のざわ園の先生。

### 密輸グループ
工藤隆史 - 高知東生
密輸グループの一員。10年前までは信用金庫勤務。7年前に離婚後、妻と真希には一度も会いに行っていなかったが、父親を正義の味方だと信じる真希のために組織を抜け、自首しようとする。
黒田毅士 - 高杉亘
密輸グループの一員。組織の黒幕「キング」の指示を受け、工藤と真希を執拗に探す。
密輸グループのメンバー - 野口幸一郎、吉本哲郎、歌田裕一

### 警視庁
香織 - ギャル曽根
由美恵 - 平田敦子
女性警察官。異動となった初島を慰める一方、特別総務課がどんな部署なのかは教えなかった。

### その他
警官 - 伊藤明賢
パトロール中に出会った工藤に職務質問した際、殴られ逃げられる。
指名手配犯 - 指宿豪。
2年前、本郷と結城に追跡されていたが、通行人を撃ち、逃走する。
通行人 - 吉田エマ
2年前、本郷・結城と指名手配犯が対峙する現場に居合わせ、指名手配犯の銃弾に倒れるが、幸い一命は取り留めた。彼女を巻き込んだことが結城が辞職するきっかけになった。
ニュースキャスター - 鈴江奈々・桝太一（日本テレビアナウンサー）
エキストラ - AGN、古賀プロダクション、セントラル子供タレント、スペースクラフト、マリプマネージメント

## スタッフ
- 脚本：山崎淳也
- 脚本協力：森ハヤシ
- 演出：岩本仁志
- チーフプロデューサー：櫨山裕子、松岡至
- プロデューサー：加藤正俊、田中宏史、小泉守
- 音楽：瀬川英史
- カースタント：タカハシレーシング
- ガンエフェクト：パイロテック
- アクションコーディネート：FCプラン
- 技術協力：NiTRo、ビデオスタッフ
- 編集・MA：映広
- 音響効果：ミラクル・スパーク
- 美術協力：日本テレビアート
- 制作協力：トータルメディアコミュニケーション
- 製作著作：日本テレビ